# Kulturkraftwerk

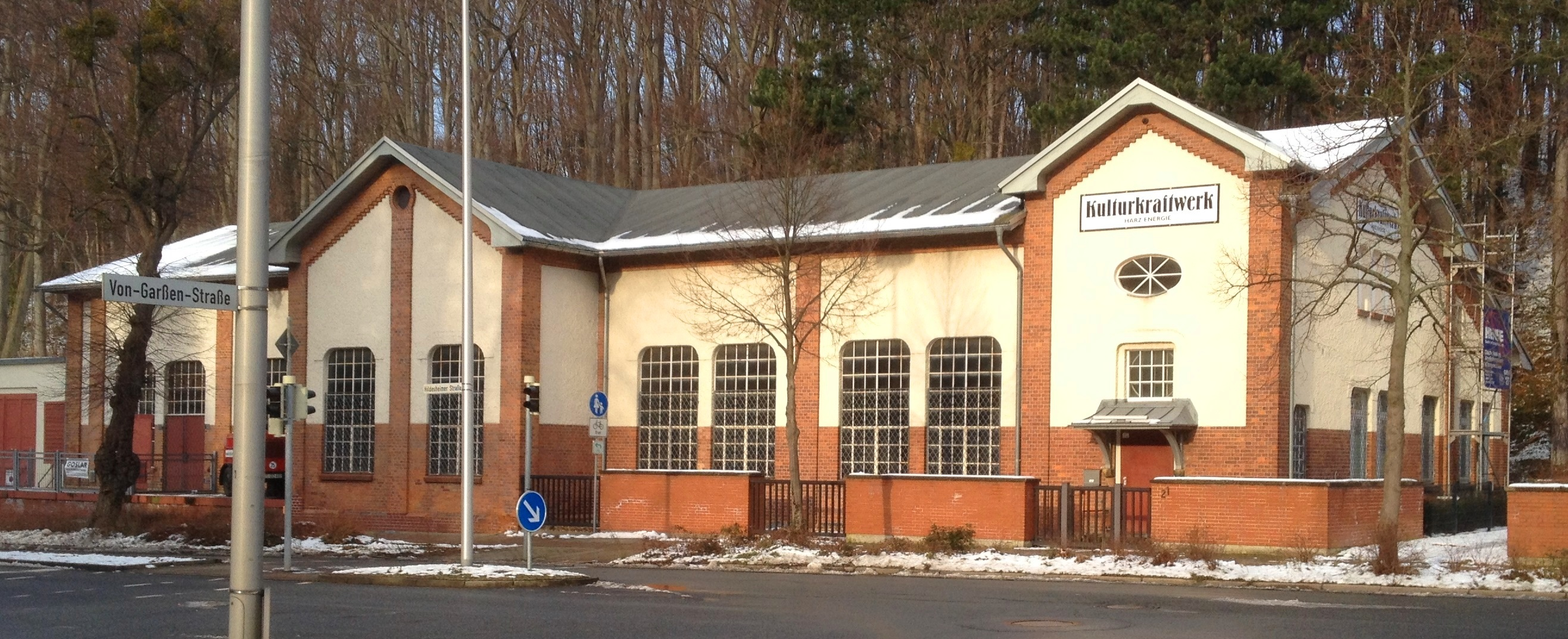
Kulturkraftwerk Harz Energie 2018

Das Kulturkraftwerk Harz Energie ist ein Kleinkunst-Spielort in Goslar. Das Programm wird ehrenamtlich organisiert durch den „Förderkreis Goslarer Kleinkunsttage“.

## Geschichte
Das Gebäude an der Hildesheimer Straße in Goslar wurde 1909 als städtisches Gleichstrom-Kraftwerk errichtet. Als Antrieb für den Gleichstromgenerator diente damals ein Dieselmotor, der eigentlich für die ersten U-Boote damaliger Zeit konzipiert war. Eine zweite Dieselmaschine wurde 1928 aufgebaut. 1959 stellte das Kraftwerk seinen Dienst ein, nachdem die Stadt Goslar mittels Überlandleitungen vollständig mit Wechselstrom versorgt wurde.
Ab 1961 nutzte die Druckerei Toegel das Gebäude, ab 1964 dann für viele Jahre die Nordharzer Druckerei Lehmann K.G. Später folgte noch eine Vermietung an das Versandhaus Quelle, das dort ein Lager betrieb. Zuletzt wurde das Kraftwerk nur noch als Lager durch die Nordharzer Kraftwerke (später Harz Energie) genutzt.
1980 richtete der Förderkreis Goslarer Kleinkunsttage zum ersten Mal die „Goslarer Tage der Kleinkunst“ aus, ein Festival, dessen Programm in zahlreichen unterschiedlichen Gebäuden im Stadtgebiet organisiert wurde. Im Laufe der Jahre wurde dieses Festival zu einer festen Institution in Goslar, während die Anforderungen an Technik und Logistik kontinuierlich stiegen. Anfang des neuen Jahrtausends wuchs daraus der Wunsch nach einem eigenen, festen Spielort samt dauerhaft installierter Bühnentechnik.
2003 kam es zu Gesprächen zwischen dem Eigentümer Harz Energie und dem Förderkreis Goslarer Kleinkunsttage zur Nutzung des ehemaligen Kraftwerkes als künftigen Spielort. Die ersten Umbauten, insbesondere durch die Errichtung von Bühne, Gastronomie- und Sanitärbereich, begannen im Herbst 2003, am 4. Juni 2004 wurde das Kulturkraftwerk Harz Energie offiziell eröffnet.

## Programm und Organisation
Der Förderkreis Goslarer Kleinkunsttage betreibt den Spielort mit etwa 20 aktiven Mitgliedern ehrenamtlich, einschließlich Gastronomie und Technik. Neben diesem festen Mitgliederstamm gibt es Fördermitglieder, die den Verein finanziell unterstützen.
Das Programm im Kulturkraftwerk wird geprägt durch Kleinkunst-, Kabarett-, Figurentheater- und Musik-Veranstaltungen. Qualitätsmerkmal ist die persönliche Bewertung und Auswahl der geeigneten Künstler durch den Vereinsvorstand. Auf diese Weise konnte sich der Spielort sowohl beim Publikum als auch bei den auftretenden Künstlern einen anspruchsvollen Ruf erarbeiten.
Gespielt wird ganzjährig, wobei in den Winter- wie in den Sommermonaten kurze Spielpausen eingelegt werden. Eine Vermietung des Gebäudes für private Veranstaltungen ist ausgeschlossen.

## Räumlichkeiten und Spielbedingungen
Die Räumlichkeiten sind ausgelegt für maximal 199 Besucher (bestuhlt). Die fest installierte Bühne misst eine Grundfläche von 9 × 5 Meter. Licht- und Tontechnik ist für Veranstaltungen dieser Größe in ausreichender Form vorhanden.
Das Kulturkraftwerk zeichnet sich auch durch Details bei der Dekoration aus. Museumsstücke aus dem technischen Umfeld haben im gesamten Gebäude Platz gefunden. Ein großer Brückenkran befindet sich über dem Zuschauerbereich. Der Gastronomie-Bereich ist mit Noten tapeziert. In den Sanitärräumen klebt Reklame aus den 1920er/1930er Jahren sowie „Urinallyrik“ an den Wänden.